# Дулицкий, Альфред Израилевич
Альфред Израилевич Дулицкий (род. 22 февраля 1938) — советский и украинский зоолог и природовед, териолог, член Совета Украинского териологического общества НАНУ.

## Образование, квалификация, работа

### Обучение, первые экспедиции
В 1958 году поступил в Одесский национальный университет имени И. И. Мечникова, где с первых дней активно приобретал специальные зоологические знания под руководством проф. Ивана Пузанова. В январе 1963 года, обучаясь на 4 курсе (2 семестра) перевелся на факультет биологии Харьковского государственного университета, который окончил в 1964 году, получив высшее образование по специальности «зоология».
Профессиональные знания в Харькове приобретал под руководством профессора Ильи Волчанецкого, а также известных зоологов — териолога и орнитолога Александра Лисецкого и орнитолога Игоря Кривицкого. Вместе с И. Волчанецким и А. Лисецким прошел школу полевых исследований, приняв участие в экспедиционных исследованиях на Северско-Донецкой биостанции (ныне биостанция ХНУ в с. Гайдары и территория НПП «Гомольшанские леса») и в двух длительных (1,5-2 мес.) орнитологических экспедициях в Дагестан.
После окончания университета в течение трех лет (1964—1967) работал учителем биологии и химии в Бабаевской средней школе (Харьковский район). Работая в Бабаях, продолжал свои зоологические исследования и принимал участие в зоологических экспедициях ХНУ.

### Крымский заповедник, диссертация
В 1967 году Альфред Дулицкий переехал в Крым (Евпатория), где получил должность штатного зоолога Крымского государственного заповедно-охотничьего хозяйства (КДЗМГ). С этого времени началась работа с планомерного изучения и мониторинга млекопитающих Крымского полуострова. В КДЗМГ проработал 17 лет, с 1967 по 1984, находясь на должности старшего научного сотрудника.
Во время работы в КДЗМГ много сотрудничал с Юлием Костиным (1934—1982), вместе с которым подготовил и издал три книги из цикла «Редкие животные Крыма» (1978, 1981, 1990).
В 1982 году защитил диссертацию «Млекопитающие Крыма — их практическое значение и охрана». Диссертация была защищена в ведущем учреждении этого профиля тех времен — во Всесоюзном Научно-исследовательском институте охраны природы и заповедного дела (Москва). Руководитель диссертационного исследования — проф. Михаил Воинственский.

### Крымская противочумная станция
Следующий период профессиональной работы связан с Крымской противочумной станцией Министерства здравоохранения УССР. На работу в ПЧС Альфред Дулицкий перешел 1984 года. Сначала работал на должности «биолог-зоолог», а с 1997 до 2004 года — заведующий Лабораторией мониторинга очаговых экосистем.

### Педагогическая деятельность
Текущий период творчества — преподавание дисциплин зоологического профиля в Южном Филиале НАУ (собственное название — «Крымский агротехнологический университет», КАТУ). Проработал в КАТУ с сентября 2005 г. до февраля 2012 года на кафедре охотоведения и экологии леса. Читал курсы «Биология охотничьих животных», «Лесная зоология», «Охотоведение», «Трофейное дело». Кроме того, неоднократно руководил дипломными проектами по зоологии в Таврический национальный университет совместно с Раисой Петровной Стенько. Вместе с Р. Стенько они работали на протяжении значительного периода времени, в частности по тематике изучения паразитов летучих мышей и некоторых других млекопитающих. Среди их совместных воспитанников есть такие зоологи, как Ирина Коваленко, Елена Денисова.

## Украинское териологическое общество
Альфред Дулицкий в течение всего времени существования Украинского териологического общества НАНУ, которое действует на базе Институт зоологии имени И. И. Шмальгаузена НАН Украины, является активным его членом и участником большинства его конференций.
С 1983 года, то есть времени создания профессиональной сети «Териологическая школа» как одной из основных форм деятельности УТТ принимает самое активное участие в работе её ежегодных собраний. Начиная с 8-й (луганской) териошколы и до сих пор является членом совета Териологической школы и одним из самых активных участников конкурса-смотра «Новые имена в териологии». Ежегодно на собраниях териошколы делает научные доклады в разделе основной теме текущей школы, уделяя основное внимание раритетной фауне, вопросам охраны биоразнообразия и развития заповедного дела.

## Вехи жизни
- 1964—1967 — Преподаватель биологии и химии.
- 1967—1984 — Старший научный сотрудник Крымского государственного заповедника.
- 1973—1975 — Принимал участие в проектировании и создании зоологической экспозиции Музея природы Крымского заповедно-охотничьего хозяйства (н. Алушта).
- 1979 — Всесоюзное общество «Знание», поощрительный диплом в конкурсе на лучшее научно-популярное произведение по охране природы за книгу "Птицы и млекопитающие Крыма ", Симферополь: Таврия, 1978 (в соавторстве с Ю. Костиным).
- 1984 — Крымская противочумная станция Министерства охраны здоровья Украины, зоолог.
- 1997 — Заведующий Лабораторией мониторинга очаговых экосистем (там же).
- 2000 — Премия Совета Министров Крыма за победу в конкурсе на лучшую книгу по краеведению («Крым. Книга Рекордов»; совместно с соавторами 2 и 2 соредакторами); Член-корреспондент Крымской Академии Наук; Участник семинара по работе с Bat-детектором.
- 2001 — Почетная Грамота Совета Министров Крыма за победу в конкурсе проектов публикаций по охране природы — за проект серии книг «Биоразнообразие Крыма».
- Член Совета Териологической школы.
- Избирался членом Совета Украинского Териологического Общества (Киев).
- Член Бюро и Совета Крымской республиканской Ассоциации «Экология и мир»; эксперт по биоразнообразию.
- Один из основателей Крымской Ассоциации поддержания биологического и ландшафтного разнообразия — ГУРЗУФ-97 и заместитель председателя Ассоциации.

## Научные труды
Автор более 200 научных и научно-популярных статей и около 10 монографических изданий и справочников.

### Монографии
- Костин Ю. В., Дулицкий А. И. Птицы и звери Крыма: Научно-популярный очерк. — Симферополь: Таврия, 1978. — 112 с.
- Редкие животные Крыма. Справочник / Костин Юлий Витальевич, Дулицкий Альфред Израйлович, Мальцев Игорь Владимирович. — Симферополь: «Таврия», 1981. — 160 с. — 50 000 экз.
- Костин Ю. В., Дулицкий А. Ы., Мальцев Ы. Редкие животные Крыма. — Симферополь: Таврия, 1990. — 200 сек.
- Дулицкий А. И. Биоразнообразие Крыма. Млекопитающие: история, состояние, охрана, перспективы. — Симферополь: СОНАТ, 2001. — 208 с. (анонс книги Архивная копия от 5 марта 2016 на Wayback Machine)

### Некоторые статьи (обратная хронология)
Труда после 2000 года
- Дулицкий А. О понятии «раритетность» с точки зрения статуса крымского благородного оленя // Раритетная териофауна и её охрана / под редакцией И. Загороднюка. — Луганск, 2008. — С. 44-48. — (Серия: Труды Териологической Школы. Выпуск 9).
- Дулицкий А. Некоторые системные проблемы заповедников // Заповедники Крыма-2007. hrml >>>
- Дулицкий А., Дулицкая А. Белка-телеутка и её нынешний статус в Крыму // Фауна в антропогенной среде. — Луганск, 2006. — С. 71-74. — (Труды Териол. школы. Вып. 8).
- Дулицкий А. О некоторых терминах, проблемах и практике заповедного дела // Фауна в антропогенной среде. — Луганск, 2006. — С. 217—222. — (Труды Териол. школы. Вып. 8).
- Дулицкий А. О статусе искусственно созданных объектов охраны природы // Научный Вестник Ужгородского университета. Серия Биология. — 2005. — N 17. — С. 82-85. pdf >>> Архивная копия от 7 марта 2007 на Wayback Machine
- Дулицкий А. И., Коваленко И. С. ГИС-инвертирование материалов базы данных в отношении надвида Sylvaemus sylvaticus (S. arianus + S. uralensis) // Ученые записки Таврического национального университета им. В. И. Вернадского Серия «Биология, имия». — 2004. — Том 17 (56), № 2. — С. 39-44. pdf >>> Архивная копия от 25 октября 2014 на Wayback Machine
- Арутюнян Л. С., Дулицкий А. И. Каннибализм и генеративная активность — ключевые популяционные адаптации серой крысы (Rattus norvegicus Berk.) по использованию пищевого ресурса во время сезонных пессимумов // Ученые записки Таврического национального университета им. В. И. Вернадского Серия «Биология, химия». — 2004. — Том 17 (56), № 2. — С. 192—197. pdf >>> Архивная копия от 3 мая 2014 на Wayback Machine
- Дулицкий А. И. Десятая (международная) териологическая Школа-семинар зоологов заповедников и биостационаров Украины // Вопросы развития Крыма. — Симферополь: Таврия-Плюс, 2003. — Вып. 15: Инвентаризация крымской биоты. — С. 9-19. pdf >>> Архивная копия от 6 марта 2022 на Wayback Machine
- Подмогильный В. А., Дулицкий А. И., Чирний В. И. Тактические и методические приемы эпизоотологического обследования территории на лептоспироза // Вопросы развития Крыма. — Симферополь: Таврия-Плюс, 2003. — Вып. 15: Инвентаризация крымской биоты. — С. 35-39. pdf >>> Архивная копия от 13 мая 2016 на Wayback Machine
- Дулицкий А. И., Коваленко И. С. Материалы по рукокрылым Крыма в зоологических собраниях Украины и России // Вопросы развития Крыма. — Симферополь: Таврия-Плюс, 2003. — Вып. 15: Инвентаризация крымской биоты. — С. 197—210. pdf >>> Архивная копия от 13 апреля 2016 на Wayback Machine
- Дулицкий А., Михайлова А. К характеру пребывания летучих мышей на территории Крыма // Миграционный статус рукокрылых в Украине / ред. И. Загороднюка. — Киев: Украинское териологическое общество, 2001. — С. 106—109. — (Novitates Theriologicae. Pars 6). pdf >>> Архивная копия от 5 марта 2016 на Wayback Machine
- Дулицкий А. И., Михайлова А. Е., Стенько Р. П. Первые находки подковоносов Мегели и южного (Rhinolophus mehelyi Matschye, 1901 и Rh. euryale Blasius, 1853; Chiroptera, Rhinolophidae) на территории Украины // Заповедники Крыма на рубеже тысячелетий. — Симферополь, 2001. — С. 32-34.

Труды до 2000 г.
- Дулицкий А. И., Товпинец Н. Н. Аннотированный список млекопитающих Крыма // Памяти профессора Александра Александровича Браунера (1857—1941). — Одесса: Музейный фонд им. А. А. Браунера; Астропринт, 1997. — С. 92-100.
- Дулицкий А. И., Товпинец Н. Н., Щербак Н. Н. и др. Млекопитающие // Биоразнообразие Крыма: оценки и потребности сохранения (Раб. мат-лы междунар…. … семинара). — Гурзуф, 1997. — С. 54-57.
- Дулицкий А. И., Чирний В. И., Алексеев А. Ф. и др. К экологии насекомоядных Левобережной Украины // Первое Всесоюз. совещ. по биол. насекомоядных млекопитающих (Новосибирск, 1992). — М., 1992. — С. 49-50.
- Дулицкий А. И., Алексеев А. Ф., Арутюнян Л. С. и др. Распространение серой и чёрной крыс в Крыму // Синантропия грызунов.— Москва, 1992.— С. 151—161.
- Стенько Р. П., Дулицкий А. И., Карпенко А. Гельминтофауна рукокрылых Крыма // Зоол. журн. — 1986. — Том 65, Вып. 8. — С. 1133—1139.
- Дулицкий А. И., Стенько Р П., Карпенко А. Об охране летучих мышей в Крыму // Вестн. зоологии. — 1986. — Том 20, № 1. — С. 54-55.
- Константинов А. И., Вшивков Ф. Н., Дулицкий А. И. Современное состояние фауны рукокрылых Крыма // Зоол. журн. — 1976. — Том 55, вып. 6. — С. 885—893.
- Дулицкий А. И. Численность и проблемы охраны рукокрылых в Крыму // Мат-лы 1-го всесоюз. совещ. по рукокрылым (Chiroptera). — Ленинград: ЗИН АН СССР, 1974. — С. 63-67.
- Костин Ю. В., Дулицкий А. И. Птицы и млекопитающие Крыма и перспективы их рационального использования / Отчет о НИР в 3 томах: № госрегистрации 70035353.